# Zinaída Vorónina
Zinaída Vorónina (Yoshkar-Ola, Rusia, 10 de diciembre de 1947-2001) es una gimnasta artística rusa que, compitiendo con la Unión Soviética, consiguió ser campeona olímpica en 1968 en el concurso por equipos y subcampeona olímpica en la general individual.

## Carrera deportiva

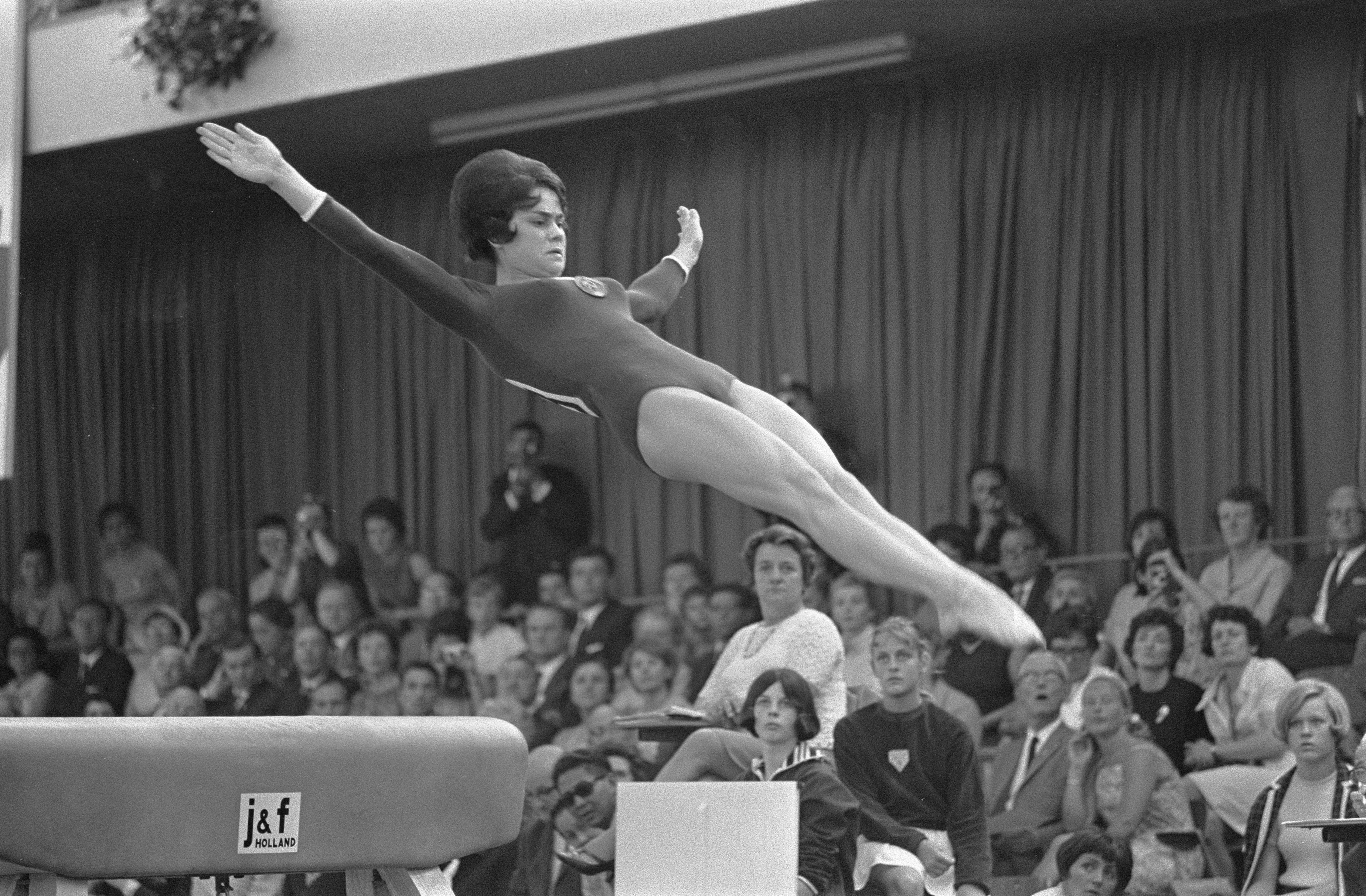
Zinaida Voronina en el Campeonato de Europa de gimnasia artística femenina de 1967 en Amsterdam. Fotografía: Ron Kroon.

En el Mundial de Dortmund 1966 gana la plata por equipos —tras Checoslovaquia y por delante de Japón—, y el bronce en la prueba de suelo, tras su compatriota Natalia Kuchinskaya y la checoslovaca Věra Čáslavská.
En los JJ. OO. de México 1968 consigue el oro por equipos, por delante de Checoslovaquia y Alemania del Este, plata en la general individual —tras la checoslovaca Věra Čáslavská—, bronce en salto —tras de nuevo Věra Čáslavská y la alemana Erika Zuchold— y también bronce en asimétricas, tras de nuevo una vez más la checoslovaca Věra Čáslavská (oro) y la alemana Karin Janz (plata).
En el Mundial de Liubliana 1970 gana el oro en el concurso por equipos, por delante de Alemania del Este y Checoslovaquia, siendo sus compañeras: Tamara Lazakóvich, Olga Karasiova, Larisa Pétrik, Liudmila Turíshcheva y Liubov Burdá; asimismo consiguió tres medallas de bronce: general individual, asimétricas y suelo.